# John Gwilliam
Pas d'image ? Cliquez ici

a Compétitions nationales et continentales officielles uniquement.

b Matchs officiels uniquement.
John Albert Gwilliam, né le 28 février 1923 à Pontypridd et mort le 21 décembre 2016, est un joueur gallois de rugby, évoluant au poste de deuxième ligne pour le pays de Galles. Il compte 23 sélections internationales avec le pays de Galles.

## Biographie
John Gwilliam naît à Pontypridd. Il joue dans sa carrière avec de nombreux clubs, entre autres les London Wasps, les London Welsh, les Edinburgh Wanderers, Gloucester et le Newport RFC.
Il dispute son premier test match le 20 décembre 1947 contre l'équipe d'Australie, et son dernier test match contre l'équipe d'Angleterre le 16 janvier 1954. Il joue 23 matchs et il participe notamment à la victoire sur les Wallabies en 1947 et à celle sur les All Blacks en 1953.
Gwilliam est le capitaine du pays de Galles à 13 reprises, notamment lors des Grands chelems en 1950 et 1952 : il est depuis le seul joueur gallois à avoir porté le brassard de capitaine à l'occasion de deux Grands chelems.
Il connaît également six sélections avec les Barbarians de 1949 à 1951.
Sa mort est annoncée le 22 décembre 2016.

## Palmarès
- Grand Chelem en 1950, 1952.
- victoire dans le Tournoi des cinq nations 1954.

## Statistiques en équipe nationale
- 23 sélections[4].
- 13 fois capitaine[3].
- Sélections par année : 1 en 1947, 1 en 1948, 4 en 1949, 4 en 1950, 4 en 1951, 4 en 1952, 4 en 1953, 1 en 1954
- Participation à sept Tournois des Cinq Nations en 1948, 1949, 1950, 1951, 1952, 1953, 1954.